# Lycaenopsis vulcanica
Lycaenopsis vulcanica är en fjärilsart som beskrevs av Rothschild 1915. Lycaenopsis vulcanica ingår i släktet Lycaenopsis och familjen juvelvingar. Inga underarter finns listade i Catalogue of Life.